# Katar az 1996. évi nyári olimpiai játékokon
Katar az egyesült államokbeli Atlantában megrendezett 1996. évi nyári olimpiai játékok egyik részt vevő nemzete volt. Az országot az olimpián 4 sportágban 12 sportoló képviselte, akik érmet nem szereztek.

## Asztalitenisz
Férfi
| Versenyző        | Versenyszám | Csoportkör                                                                                        | Csoportkör | Nyolcaddöntő      | Negyeddöntő       | Elődöntő          | Döntő             | Helyezés |
| Versenyző        | Versenyszám | Ellenfél Eredmény                                                                                 | Hely.      | Ellenfél Eredmény | Ellenfél Eredmény | Ellenfél Eredmény | Ellenfél Eredmény | Helyezés |
| ---------------- | ----------- | ------------------------------------------------------------------------------------------------- | ---------- | ----------------- | ----------------- | ----------------- | ----------------- | -------- |
| Hamad el-Hammádi | Egyes       | J csoport · Zoran Primorac (CRO) · 0:2 · Werner Schlager (AUT) · 0:2 · Bátorfi Zoltán (HUN) · 0:2 | 4.         | kiesett           | kiesett           | kiesett           | kiesett           | 49.      |

## Atlétika
Férfi
| Versenyző                                                                           | Versenyszám     | Előfutam | Előfutam | Előfutam | Negyeddöntő | Negyeddöntő | Negyeddöntő | Elődöntő | Elődöntő | Elődöntő | Döntő         | Döntő         |
| Versenyző                                                                           | Versenyszám     | Idő      | Hely.    | Össz.    | Idő         | Hely.       | Össz.       | Idő      | Hely.    | Össz.    | Idő           | Helyezés      |
| ----------------------------------------------------------------------------------- | --------------- | -------- | -------- | -------- | ----------- | ----------- | ----------- | -------- | -------- | -------- | ------------- | ------------- |
| Ibráhím Iszmáíl                                                                     | 400 m           | 45,61    | 2.       | 13.*     | 44,96       | 2.          | 7.          | 45,02    | 3.       | 8.       | nem ért célba | nem ért célba |
| Abd er-Rahmán el-Abdalláh                                                           | 800 m           | 1:48,52  | 5.       | 41.      |             |             |             | kiesett  | kiesett  | kiesett  | kiesett       | kiesett       |
| Mohammed Szulajmán                                                                  | 1500 m          | 3:37,70  | 7.       | 11.      |             |             |             | 3:36,01  | 4.       | 14.      | 3:38,26       | 9.            |
| Mubárak Szultán en-Núbi Faradzs                                                     | 400 m gát       | 49,27    | 4.       | 19.      |             |             |             | kiesett  | kiesett  | kiesett  | kiesett       | kiesett       |
| Dzsamál Abdi Haszan                                                                 | 3000 m akadály  | 8:36,99  | 7.       | 24.      |             |             |             | 8:36,40  | 11.      | 19.      | kiesett       | kiesett       |
| Mubárak Szultán en-Núbi Faradzs Ali Iszmáíl Dóka Számi el-Abdalláh Hamad ed-Dószari | 4 × 400 m váltó | 3:08,25  | 5.       | 23.      |             |             |             | kiesett  | kiesett  | kiesett  | kiesett       | kiesett       |

| Versenyző           | Versenyszám | Selejtező | Selejtező | Döntő    | Döntő    |
| Versenyző           | Versenyszám | Eredmény  | Helyezés  | Eredmény | Helyezés |
| ------------------- | ----------- | --------- | --------- | -------- | -------- |
| Bilál Szaad Mubárak | Súlylökés   | 19,39 m   | 12.       | 19,33 m  | 10.      |

* - egy másik versenyzővel azonos eredményt ért el

## Sportlövészet
Férfi
| Versenyző        | Versenyszám | Selejtező | Selejtező | Döntő   | Döntő    |
| Versenyző        | Versenyszám | Pont      | Helyezés  | Pont    | Helyezés |
| ---------------- | ----------- | --------- | --------- | ------- | -------- |
| Nászer el-Attija | Skeet       | 120       | 15.*      | kiesett | kiesett  |

* - négy másik versenyzővel azonos eredményt ért el

## Vitorlázás
Nyílt
| Versenyző       | Versenyszám | Futam | Futam | Futam | Futam | Futam | Futam | Futam | Futam | Futam | Futam | Futam | Pontszám | Helyezés |
| Versenyző       | Versenyszám | 1     | 2     | 3     | 4     | 5     | 6     | 7     | 8     | 9     | 10    | 11    | Pontszám | Helyezés |
| --------------- | ----------- | ----- | ----- | ----- | ----- | ----- | ----- | ----- | ----- | ----- | ----- | ----- | -------- | -------- |
| Halífa el-Hitmi | Laser       | 46    | 42    | 45    | (57*) | 48    | (57*) | 57**  | 34    | 37    | 47    | 41    | 397,0    | 49.      |

* - nem ért célba

** - kizárták